# Lautaro Midón
Lautaro Midón (* 29. März 2004 in Corrientes) ist ein argentinischer Tennisspieler.

## Karriere
Midón spielte zwischen 2018 und 2022 auf der ITF Junior Tour. Dort nahm er 2022 an allen vier Grand-Slam-Turnieren teil, wo sein bestes Resultat im Einzel das Achtelfinale bei den Australian Open war. Außerdem gewann er in diesem Jahr drei Turniere im Einzel, darunter das J300 College Park, das J300 Santa Croce sull’Arno und das JB1 Lima, die alle zur zweithöchsten Kategorie unterhalb der Majors gehörten. Im Doppel wurde sein einziger und gleichzeitig größter Titel der Sieg beim J500 Mérida. In der Junioren-Rangliste erreichte Midón mit Platz 8 seine höchste Notierung.
Bei den Profis spielte Midón ab 2022 Turniere, vor allem in seiner Heimat. Durch Wildcards nahm er früh an Turnieren der ATP Challenger Tour teil und verbuchte dort erste Matcherfolge wie beim Challenger in Corrientes, seiner Heimatstadt, als er die Nummer 329 der Weltrangliste, Malek Jaziri, schlug. 2023 zog er gleich zweimal in ein Challenger-Viertelfinale ein, dabei besiegte er in Mailand mit Raul Brancaccio einen Spieler der Top 150. Auf der niedriger dotierten ITF Future Tour erzielte er zeitgleich erste Erfolge: im September erreichte er zweimal in Folge ein Endspiel und gewann seinen ersten Profititel. Das Jahr beendete er auf Rang 519 der Rangliste. 2024 kamen drei weitere Titel im Einzel hinzu, sowie sein zweiter Titel im Doppel. Der bis dahin größte Erfolg bei Challengers wurde die Halbfinalteilnahme in San Miguel de Tucumán. Die zweite Saison als Profi beendete Midón auf Platz 381.
Anfang 2025 gewann Midón zwei weitere Futures, diesmal der höheren M25-Kategorie. Zusammen mit dem Viertelfinaleinzug in Punta del Este stand er damit kurz vor dem Sprung unter die Top 300. Bei den IEB+ Argentina Open kam er als Ersatzspieler zu seinem Debüt auf der ATP Tour. Er spielte neben Gonzalo Villanueva im Doppel, wo sie gegen die späteren Finalisten Rafael Matos und Marcelo Melo verloren.